# 1806 aux États-Unis
Pour des articles plus généraux, voir Chronologie des États-Unis et 1806.
Chronologie des États-Unis
- 1802
- 1803
- 1804
- 1805
- 1806
- 1807
- 1808
- 1809
- 1810

Cette page concerne des événements d'actualité qui se sont produits durant l'année 1806 du calendrier grégorien aux États-Unis.

## Gouvernement
- Président : Thomas Jefferson (Républicain-Démocrate).
- Vice-président : George Clinton (Républicain-Démocrate).
- Secrétaire d'État : James Madison.
- Chambre des représentants - Président : Nathaniel Macon (Républicain-Démocrate).

## Événements

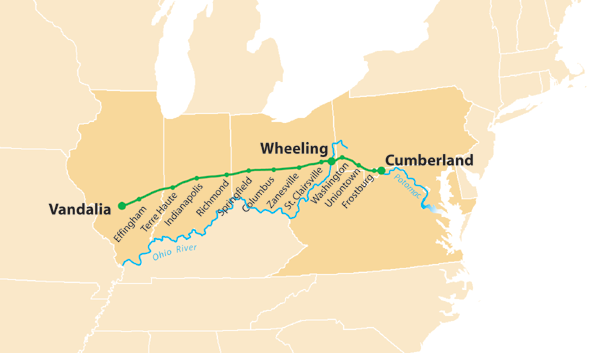
Itinéraire de la route nationale à son plus grand accomplissement en 1839.

- 29 mars : la construction de la première route fédérale des États-Unis est autorisée.
- 18 avril : prétendant vouloir identifier les marins qui avaient abandonné la marine royale, les Anglais contrôlent les navires marchands américains et saisissent tous les marins qu'ils soient déserteurs ou non, qui ne peuvent pas prouver leur citoyenneté américaine. En représailles les États-Unis passe une loi (Nicholson Act), qui bloque l'importation anglaise du laiton, de l'étain, des textiles et tous autres articles qui pourraient être produits aux États-Unis ou importés par d'autres pays[1],[2].
- 30 mai : Andrew Jackson, âgé de 19 ans, qui deviendra président des États-Unis en 1829, tue un homme en duel après que cet homme ait accusé sa femme de bigamie.
- 15 juillet : le capitaine Zebulon Pike de l'US Army conduit l’expédition Pike du 15 juillet 1806 au 1er juillet 1807) afin d'explorer le sud et l'ouest des nouveaux territoires achetés à la France lors de la vente de la Louisiane. Zebulon Pike.

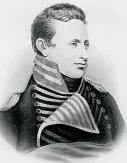
Zebulon Pike.

- 31 décembre (Origine de la guerre de 1812) : signature du "Traité Monroe–Pinkney" par les diplomates américains et britanniques mais le Président Thomas Jefferson le réfute. Le "Traité Monroe–Pinkney" se voulait un renouveau du Traité de Londres (1795).
- Noah Webster publie A Compendious Dictionary of the English Language, son premier dictionnaire d'anglais américain. Noah Webster.

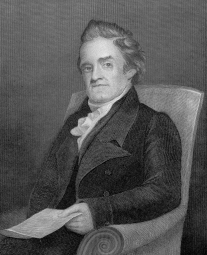
Noah Webster.

- Début des déportations d'Indiens. De 1806 à 1830, 50 tribus sont déportées.
- La flotte marchande américaine est passée de 125 000 tonnes en 1789 à 800 000 tonnes.

#### Articles généraux
- Histoire des États-Unis de 1776 à 1865
- Évolution territoriale des États-Unis
- Histoire de la Louisiane
- Réfugiés français de Saint-Domingue en Amérique

#### Articles sur l'année 1806 aux États-Unis
- Expédition Lewis et Clark
- Expédition Pike